# Don Preston
Don Preston (* 21. September 1932 in Flint, Michigan, als Donald Ward Preston) ist ein US-amerikanischer Rock- und Fusionmusiker sowie Filmmusikkomponist. Er spielt Kontrabass, Klavier und Keyboard, wobei er als Pionier auf dem Gebiet des Synthesizers gilt. Bekannt wurde er durch seine Zusammenarbeit mit Frank Zappa und The Mothers of Invention.

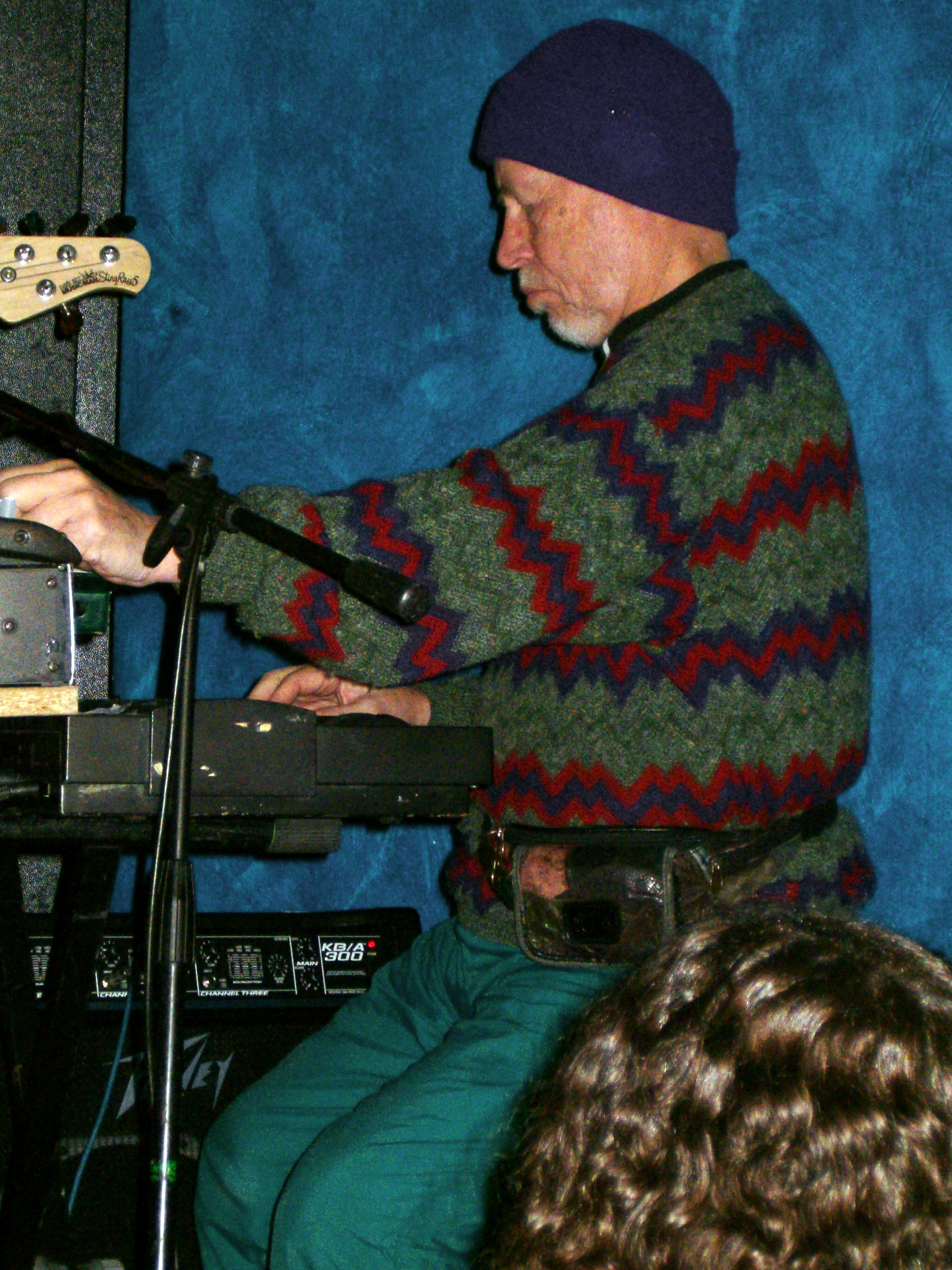
Don Preston bei einem Konzert von The Grandmothers in Turin (2005)

## Leben
Don Preston ist in der amerikanischen Autostadt Detroit aufgewachsen. Er stammt aus einem musikalischen Elternhaus. Von seinen Eltern erhielt er nicht nur Klavierstunden, sondern auch den Rat: „Werde bloß nicht Musiker!“ Vater Donn spielte Trompete, war Hauskomponist des Detroit Symphony Orchestra und hatte es damit zu einigem Wohlstand gebracht. Im Alter von zwölf Jahren musste der Sohn die katholische Schule verlassen, weil er etliche Schüler und eine Lehrerin (eine Nonne) hypnotisiert hatte. Etwa um diese Zeit ließen sich seine Eltern scheiden. Die Nonnen brachten ihm auch exaktes Spiel am Klavier bei – für falsch gespielte Noten schlugen sie ihm zur Strafe mit dem Lineal auf die Finger. Das habe sein Interesse an fremdartiger, dissonanter Musik geweckt, gibt Preston später in einem Tour-Booklet der Grandmothers an. Preston spielte in seiner Jugend ausschließlich klassische Musik; das gemeinsame Spielen mit anderen Musikern lernte er erst während seiner Militärzeit in Italien kennen.
Dem Geburtsnamen seiner ersten Ehefrau Roena – sie war eine geborene DeWild – verdankt Don Preston sein Pseudonym „Dom DeWild“. Heute ist er mit der Schauspielerin Tina Preston verheiratet. Sein zweites Pseudonym „Biff Debris“ ist eine Erfindung Frank Zappas, die im Zusammenhang mit dessen Film Uncle Meat entstand.
Don Preston ist Mitglied der nicht konfessionsgebundenen Agape Church und findet seit Jahrzehnten Erbauung auch bei seinen Yogaübungen. Mit regelmäßigem Tennisspielen hält sich der überzeugte Vegetarier körperlich fit. Außerdem pflegt er ein skurriles Hobby: Don Preston ist fasziniert von Fangschrecken, weil sie „die einzigen Insekten sind, die ihren Kopf drehen können“. Er züchtet diese Tiere und verkauft deren Eier.

## Fünf Jahrzehnte Musik
Don Preston benennt an wichtigen musikalischen Einflüssen die Komponisten Toru Takemitsu, György Ligeti, Krzysztof Penderecki, Morton Feldman, Iannis Xenakis und John Cage – allesamt Vertreter der Neuen Musik. Wichtig für das Wirken Prestons waren außerdem der Free-Jazz- und Modern-Creative-Musiker Paul Bley, der Bebop-Saxophonist Charlie Parker und der geistige Vater des modernen Jazzklaviers, Bud Powell. Außerdem führt Preston die Funk-Metal-Band Extreme, das Synthesizer-Projekt Front Line Assembly, die Industrial-Gruppe Throbbing Gristle und auch die britischen Experimental-Rocker Art Bears als wesentliche Inspirationsquellen auf.
Nach mehr als einem halben Jahrhundert im Musikgeschäft lassen sich in Don Prestons Wirken im Wesentlichen zwei Richtungen erkennen. Ursprünglich vom Jazz kommend, wandte er sich bald experimentellen Gefilden in der Rockmusik zu. Später galt sein Augenmerk erneut dem Jazzbereich, von dem aus er sich ein weiteres Mal dem Rock zuwenden sollte.

### Die 1950er Jahre – Beginn im Jazz
In den 1950er Jahren galt Don Prestons Interesse vor allem dem Jazz. Er spielte in Detroit als Bassist mit dem Schlagzeuger und Bandleader Elvin Jones und mit Ethno-Jazz-Begründer Yusef Lateef. Außerdem spielte er für den Pianisten Tommy Flanagan und für den Jazz-Experimentator Don Ellis. Während seines Militärdienstes im italienischen Triest wurde er als Pianist für den Jazzflötisten Herbie Mann tätig. In der Kaserne teilte er die Stube mit Buzz Gardner, mit dem er etwa 15 Jahre später in Frank Zappas Mothers of Invention zusammenspielen sollte. Gardner weckte in dieser Zeit Prestons Interesse an den Zwölfton-Komponisten Arnold Schönberg, Anton Webern und Alban Berg sowie an den klassischen Komponisten Russlands. In den späten 1950er Jahren spielte er in Los Angeles für den Jazzbassisten Charlie Haden (1959), für den Freejazzer Paul Bley und die Jazzmusikerin Carla Bley (1957–1958). Mit Jazzlegende Nat King Cole ging er 1958 auf Tournee.

### Synthesizer-Pionier
In den frühen 1960er Jahren wandte sich Preston der aufkommenden elektronischen Musik zu und begann, mit künstlich erzeugten Klängen zu experimentieren. Seinen ersten Synthesizer baute Don Preston im Jahr 1965 selbst – weil man „damals keine kaufen konnte“, wie er im Interview erzählte. Das Gerät war mit 50 Oszillatoren, drei Filtern, zwei Ringmodulatoren, einem Tonband-Echogerät und einem Mischpult ausgestattet. Preston sagt, er sei der erste Musiker überhaupt gewesen, der jemals einen Synthesizer in einer Band eingesetzt habe. Erst zwei Jahre später kam mit dem Moog der erste in Serie gefertigte Synthesizer der Welt auf den Markt. Von seinen ersten „hausgemachten“ Oszillator- und Filter-Erfindungen über die sich allmählich durchsetzenden Synthesizer unterschiedlicher Fabrikate bis hin zu den Software-Synthesizern heutiger Tage nutzte Preston jederzeit alle sich ihm bietenden Möglichkeiten, Klänge zu gestalten.
Preston wurde vom Komponisten John Carter als „father of modern synthesis“ bezeichnet. Preston habe sich die elektronischen Klangquellen zu eigen gemacht und an den Jazz angepasst, er sei einer der Pioniere auf diesem Gebiet, auch wenn er bei weitem nicht genug Anerkennung für seine Beiträge und das von ihm erworbene umfangreiche Wissen bezüglich der elektronischen Musik erhalte.
Don Preston berichtet, dass der Konstrukteur des Minimoogs, Bob Moog, beim Hören einer Aufnahme von Prestons Solo in „Waka/Jawaka“ (Album Waka/Jawaka von Frank Zappa, 1972) sagte: „That’s impossible on a Minimoog“ (Das ist auf einem Minimoog unmöglich). Preston selbst sah das ähnlich, dem Interviewer Roy Harper sagte er: „Mein bestes Solo findet sich auf dem Album Waka/Jawaka.“

### Die 1960er Jahre – „Mother“ Preston

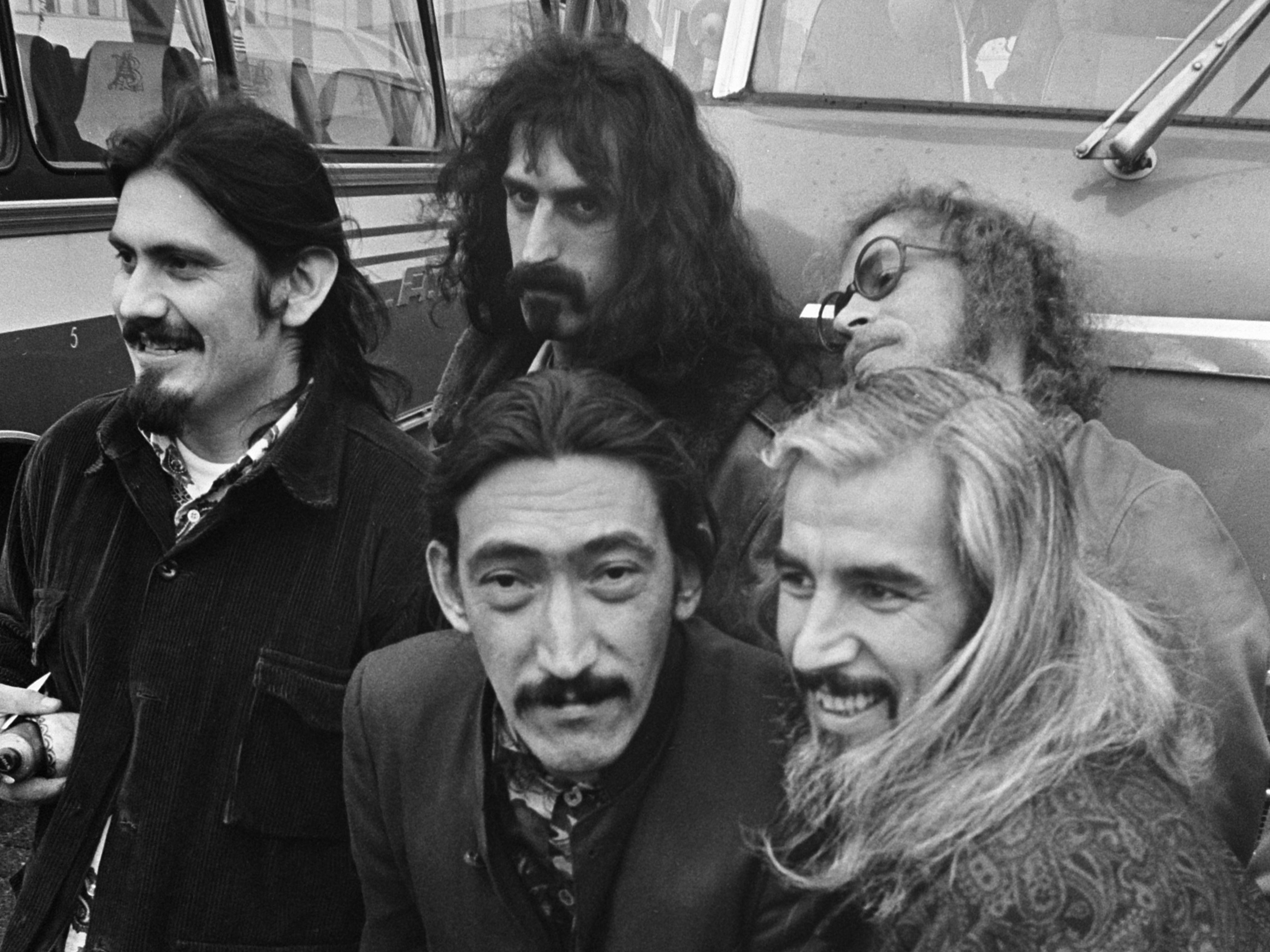
Don Preston (hinten, rechts) mit Frank Zappa & The Mothers (1968)

Im Sommer 1961 hatte Preston erstmals bei Frank Zappa vorgespielt, der damals noch als Tanzmusiker durch die Gegend um Los Angeles tingelte. Nach wenigen Auftritten trennten sich beider Wege wieder. 1963 gründete er mit Emil Richards die Gruppe „Aha!“ (Aesthetic Harmony Assemblage), an der auch seine Frau Roena, die Tänzerin war, Paul Beaver und der Maler Michael Craden beteiligt waren. Ziel der Gruppe war es, die verschiedenen Kunstformen in einem einzigen Konzept zu verbinden. Die Gruppe war nicht sehr erfolgreich und löste sich 1964 wieder auf. Preston und Craden gründeten darauf das Craden-Preston Ensemble, mit dem sie viele Konzerte gaben. Dabei improvisierten sie zu abstrakten Formen wie etwa zu Farben, die auf einem Schirm dargestellt wurden. Sie experimentierten – in Anlehnung an Harry Partch – mit selbstkonstruierten „mikrotonalen Instrumenten“, welche eine Oktave in bis zu 43 Teile aufteilten. Außerdem wurden „auch ein Dichter und ein Haufen Perkussionisten verwendet“.
Im Jahr 1967 stieß Preston zu der von Frank Zappa gegründeten Band The Mothers of Invention, die zu dieser Zeit schon ihr viel beachtetes Album Freak Out! veröffentlicht hatte. Hier kamen ihm zum einen seine jahrelangen Erfahrungen als Jazzmusiker, zum anderen aber auch seine Experimentierfreudigkeit und seine Vorliebe für Schräges und Dissonantes zugute. Auf dem Mothers-Album Absolutely Free ist Preston zum ersten Mal auf einer Schallplatte zu hören. Weitere Alben folgten, unter anderem auch Trout Mask Replica von Captain Beefheart & His Magic Band sowie Permanent Damage der Gruppe GTO’s.
Als Zappa Anfang 1969 die Mothers auflöste, war das für Preston wie ein Schlag ins Gesicht. Dem Interviewer Roy Harper antwortete er auf die Frage, wie er sich nach Auflösen der Band gefühlt habe, „… als hätte mich meine Frau verlassen und die Kinder und die Möbel mitgenommen“. Die Livekonzerte der damaligen Zeit bestanden laut Preston aus drei oder vier Stücken – „alles andere war improvisiert“ – das kam seinen Neigungen zu Experiment und freiem Spiel entgegen.
Gleichwohl war damit Prestons Zusammenarbeit mit Zappa nicht beendet. Zwar gehörte er fortan nur noch unregelmäßig dessen Liveband an, doch bis zum Jahr 1974 ist er auf insgesamt zwölf Alben zu hören. Seine Vorliebe für Skurriles kann man in den Zappa-Musikfilmen 200 Motels und Uncle Meat nicht nur hören, sondern auch sehen: Don Preston spielt dort unter anderem die Rolle eines Monsters mit dem Namen Biff Debris.
Der Musikkritiker Ben Watson hebt die Minimoog-Soli von Preston in „Lonesome Electric Turkey“ auf dem Album Fillmore East (1972) sowie in „Waka/Jawaka“ (Waka/Jawaka, 1972) und „The Grand Wazoo“ (The Grand Wazoo, 1972) als „außerordentlich“ hervor. Preston habe sich bei den Mothers wegen seines musikalischen Hintergrundes als Neuerer gezeigt. Der „Post-Stockhausen“-Stil seiner Improvisationen sei von Zappa aufgenommen worden und habe ihn auch nach dem Ende der Zusammenarbeit beeinflusst.

### Die 1970er Jahre
Ab 1970 arbeitete Don Preston an einer Vielzahl von Projekten. So gründete er ein Quartett namens „Raw Milk“. Von der elektronischen Musik der drei Synthesizerspieler Don Preston, Christy Rundquist und Phil Davis sowie des Schlagzeugers Sandy Reiner ist nur ein einziger Song veröffentlicht worden: Dieses 1970 aufgenommene Preston-Stück „I can’t Breathe“ erschien erst 1981 auf dem Debüt-Album der Gruppe The Grandmothers. Preston übernahm in der Band der amerikanischen Sängerin Meredith Monk die Rolle des musikalischen Leiters und spielte bei Escalator over the Hill erneut mit Carla Bley zusammen. Außerdem ging er 1971 mit Bigband-Neuerer Gil Evans auf Tournee und spielte mehrfach während dieses Jahrzehnts (Tournee 1972, Aufnahmen 1973) mit dem Cellisten und Jazz-Bassisten Buell Neidlinger. 1972 erschien nicht nur das Album Some Time in New York City – ein skurriles Bühnenhappening mit Zappa, den Mothers, John Lennon und Yoko Ono –, sondern auch The Phlorescent Leech & Eddie, das erste Soloalbum der Ex-Turtles- und Ex-Mothers-Mitglieder Flo & Eddie. Im Jahr 1977 schließlich leistete Preston dem Doors-Gitarristen Robbie Krieger bei dessen Solo-Debüt Versions Schützenhilfe. Prestons Name tauchte auch in den Credits für die Filmmusik in Francis Ford Coppolas Oscar-gekröntem Vietnamkrieg-Epos „Apocalypse Now“ auf.
Seiner weiterhin vorhandenen Experimentierfreude folgte er, als er mit der Avantgarde-Band The Residents ins Studio ging, um für deren Album Eskimo einige Synthesizer-Tonspuren beizusteuern. Don Preston gründete in den späten 1970er Jahren eine Jazzband mit dem Bassisten Arthur Barrow (der zu dieser Zeit gerade von Zappa engagiert worden war) und dem ehemaligen Mothers-Posaunisten Bruce Fowler. Unter dem Namen „Loose Connection“ absolvierte dieses Ensemble im Raum Los Angeles einige Auftritte; man traf sich zudem in Echo Park, einem Stadtteil von Los Angeles, zu Aufnahmen in einem Tonstudio. Weitere Studiosessions entstanden im Dezember 1978 in Hollywood, diesmal mit dem Schlagzeuger Vinnie Colaiuta, den Zappa ebenfalls erst kurz zuvor unter Vertrag genommen hatte. Außerdem ging er auf Auslandstourneen mit dem Komponisten und Bandleader Michael Mantler und dem Musiker und Filmkomponisten Michael Hoenig.

### Die 1980er Jahre
Im Jahr 1985 nahm Preston mit Michael Mantler das Duo-Album Alien auf – es blieb nicht die einzige Zusammenarbeit der beiden. Wie gefragt er inzwischen als Studiomusiker geworden war, zeigten im weiteren Verlauf dieses Jahrzehnts auch seine Beteiligungen an Projekten von Klarinettist John Carter, Jazz-Bassist John Patitucci, Weather-Report-Schlagzeuger Peter Erskine oder Gil Evans. Außerdem spielte er im Trio mit Art Davis (Bass) und Tootie Heath (Schlagzeug). Mit John Carter und dem Kornettisten Bobby Bradford nahm er auch das Jazz-Album Comin’ On auf. 1989 spielte er mit dem brasilianischen Saxophonisten Ivo Perelman.
Prestons Mitwirken bei den Mothers of Invention führte im Januar 1985 zu Auseinandersetzungen mit Frank Zappa. Jener plante zu dieser Zeit, die frühen Mothers-Alben in einer Sammelkassette (The Old Masters Box One) erneut herauszubringen. Preston sowie die Ex-Mothers-Mitglieder Jimmy Carl Black und Bunk Gardner erfuhren davon und verklagten Zappa auf Zahlung von 13 Millionen Dollar als Ausgleich für seit 1969 ausstehende Tantiemen. Dieser Klage schlossen sich mit Ray Collins, Art Tripp und Jim Motorhead Sherwood weitere Mitglieder der frühen Zappaband an, was die Klagesumme auf 16,4 Millionen Dollar erhöhte. Zappas Versuche, einem Verfahren aus dem Weg zu gehen, schlugen insofern fehl, als er am Ende einer außergerichtlichen Einigung zustimmte. Über das Ergebnis ist nichts bekannt, es wurde Stillschweigen vereinbart.

### Die 1990er Jahre
Rund 40 Jahre sollten nach Beginn seiner musikalischen Karriere vergehen, bis Don Preston sein erstes Soloalbum veröffentlichte: Vile Foamy Ectoplasm erschien 1993; ihm folgte im Jahr 1997 das zweite Soloalbum Hear Me Out. Zwischen 1996 und 1997 sang Preston in der Avantgarde-Oper The school of understanding (Libretto Michael Mantler). Mit John Carter ergab sich eine weitere Zusammenarbeit auf Fields, außerdem wurde Preston für Jefferson Airplane und Yoko Ono (auf Ono Box) tätig. Vor allem aber konzentrierte er sich nun auf „Ant-Bee“, die Gruppe des vor allem im Zappa-Umfeld wirkenden Studiomusikers und Journalisten Billy „Ant-Bee“ James, mit der in nur drei Jahren fünf Alben entstanden.

### Im neuen Jahrtausend

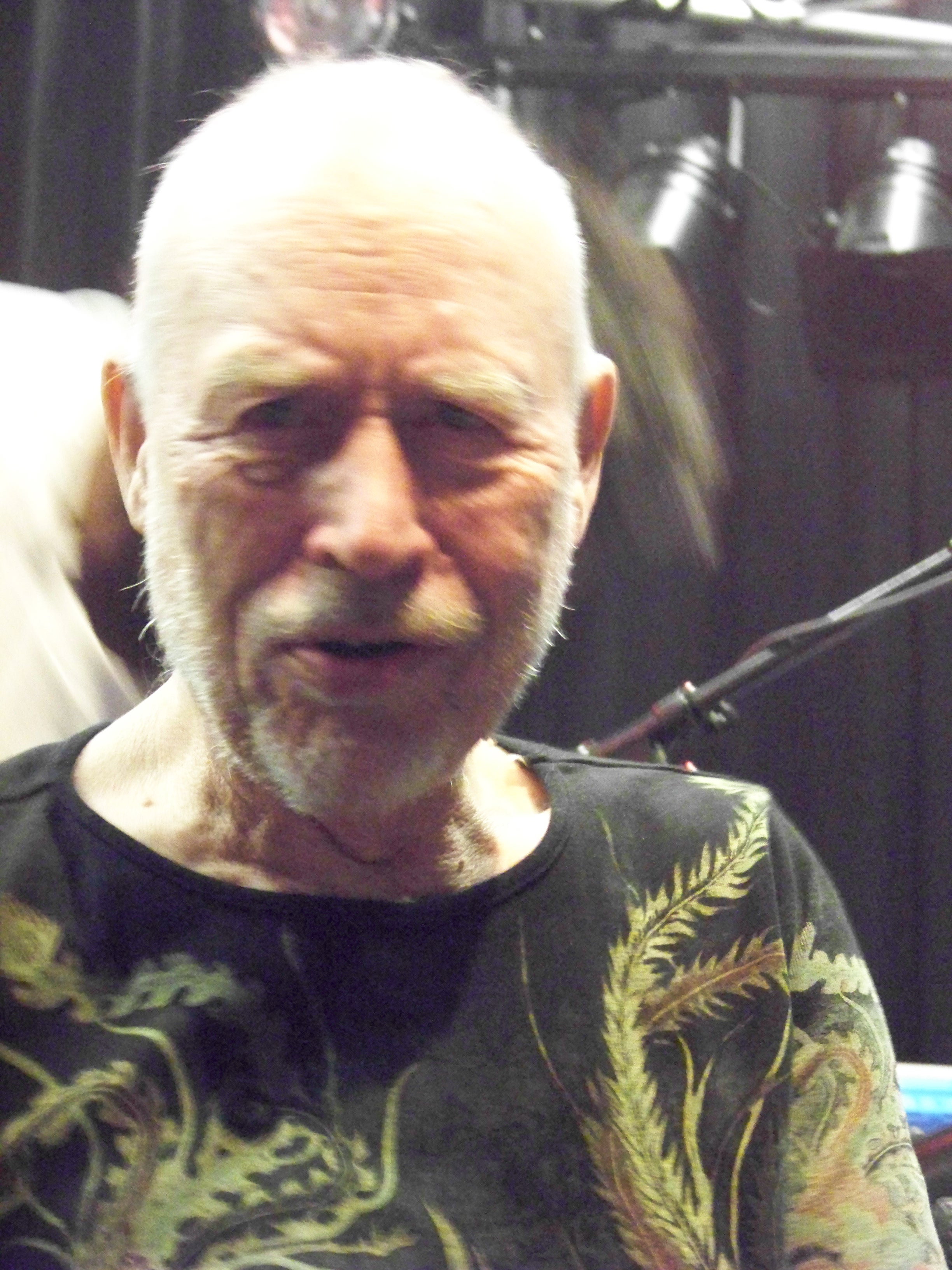
Don Preston, nach einem Konzert von Project/Object, im Effenaar, Eindhoven, 9. August 2009

In den vergangenen Jahren kümmerte sich Don Preston vor allem um eigene Projekte. Allein im Jahr 2001 veröffentlichte er fünf weitere Alben: die Soloalben Io Landscapes, Corpus Transfixum, Music from Blood Diner & other films und Trans Form sowie mit dem „Don Preston Trio“ die CD Transformation.
Als „The Don & Bunk Show“ wurde er mit seinem Freund Bunk Gardner aktiv und brachte die Alben Necessity Is … (2000) und Joined at the Hip (2002) heraus. Mit seiner Gruppe „The Akashic Ensemble“, mit der er auch 2006 noch auf Tournee war, veröffentlichte er im Jahr 2003 The Inner Realities of Evolution; an den Aufnahmen war nicht nur Bunk Gardner, sondern als Sängerin auch seine Frau Tina Preston beteiligt. 2003 spielte der ehemalige Zappa-Bassist Arthur Barrow unter Mitwirkung Prestons das Album On Time ein. Und schließlich war Preston 2004 auf der Platte Heavy Lightning zu hören – eine Veröffentlichung des italienischen Gitarristen Sandro Oliva.
Im Jahr 2002 spielte Don Preston im mecklenburg-vorpommerschen Bad Doberan an der Ostsee beim dortigen „Zappanale“-Festival in verschiedenen Besetzungen Kompositionen Frank Zappas.
Aufgrund stark steigender Mietpreise in Los Angeles einerseits und nur geringer oder ganz ausbleibender Einkünfte aus seinen Werken und Auftritten andererseits geriet Preston zunehmend in wirtschaftliche Schwierigkeiten, so dass er zeitweilig gezwungen war, als Taxifahrer zu arbeiten, um nicht vollständig in Altersarmut zu geraten.  Mit staatlicher Unterstützung lebte er 2022 in einem Ein-Zimmer-Appartement in Highland Park, einem sozialen Brennpunkt von Los Angeles, das kaum Platz bot, sein Klavier aufzustellen.

## „Grandmother“ Preston

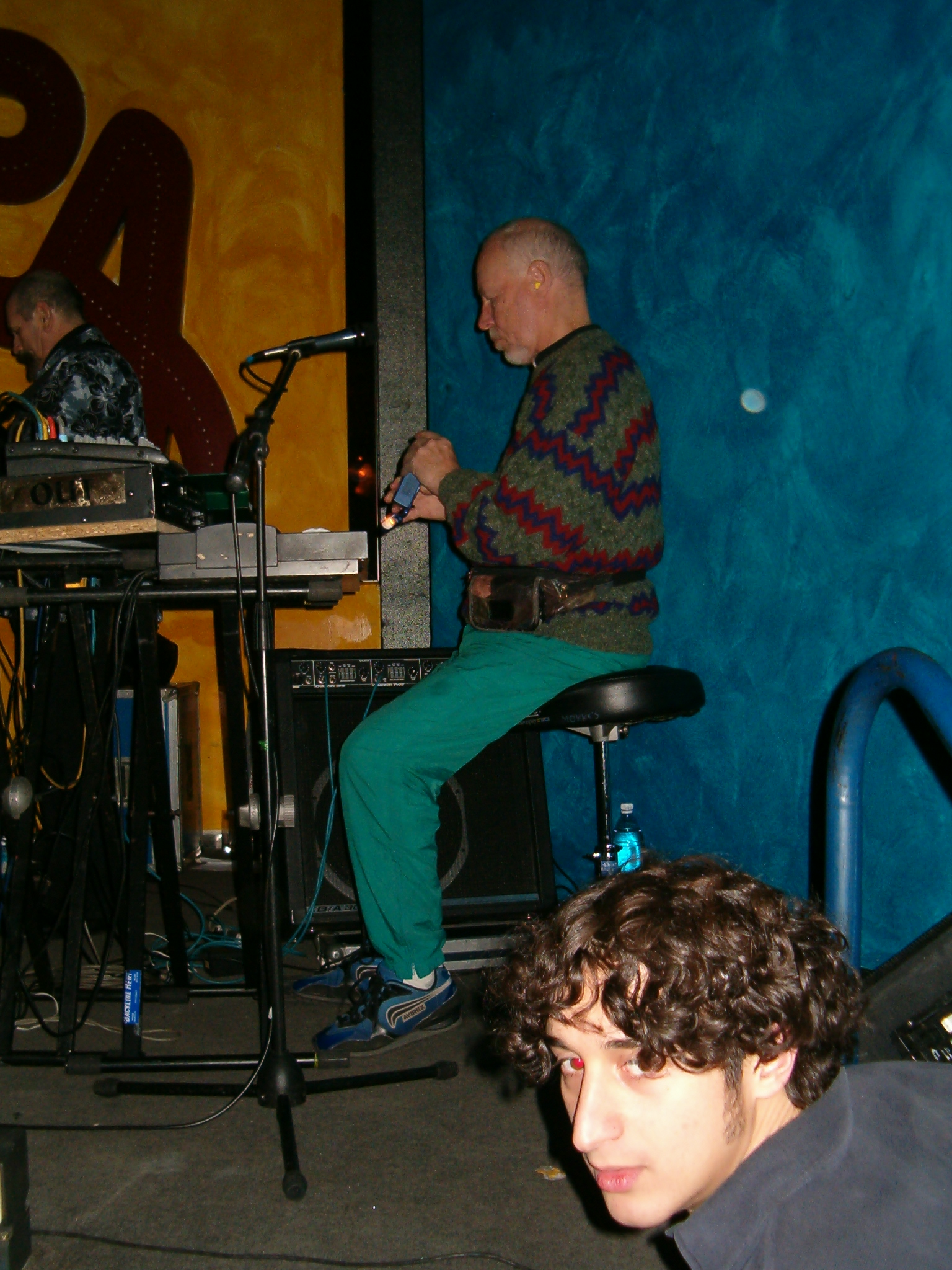
Don Preston bei einem Konzert von The Grandmothers in Turin (2005)

Zusammen mit den Ex-Mothers-Mitgliedern Jimmy Carl Black und Bunk Gardner gründete Don Preston 1980 die Band The Grandmothers. Die Gruppe spielte bis zum Jahr 2003 neben Kompositionen der Bandmitglieder auch viele Zappa-/Mothers-Songs ausschließlich der Jahre 1965 bis 1969 nach. Dann verließ Preston dieses Ensemble, um mit Bunk Gardner, Roy Estrada und Napoleon Murphy Brock die Gruppe „Grandmothers Re:Invented“ zu gründen. Diese sollte sich fortan Zappas Schaffensperiode von 1964 bis 1983 widmen. Weitere an das Zappa-Œuvre anknüpfende Bands mit Beteiligung von Don Preston sind Jimmy Carl Blacks Gruppe Geronimo Black und Billy James’ Gruppe „Ant-Bee“.

## Filmmusik
Prestons Beitrag zum Soundtrack des schon erwähnten Films Apocalypse Now sollte sich ursprünglich darauf beschränken, anderen Musikern seinen Synthesizer zu vermieten. Als der Produzent jedoch hörte, wem dieses Instrument gehörte, wurde Preston umgehend engagiert. Nach eigenen Angaben hat er etwa ein Viertel der von Francis Ford Coppolas Vater Carmine komponierten Filmmusik orchestriert und sämtliche Synthesizerspuren eingespielt.
Über die Jahre hinweg konnte er auch im Filmmusik-Geschäft Fuß fassen. Nach eigenen Angaben schrieb er die Musik für 20 Filme. Darunter finden sich Werke wie der Science-Fiction-Film Der Android (1982), die Komödien Police Patrol – Die Chaotenstreife vom Nachtrevier (1984), Blood Diner (1987) und Nachtakademie (1987), der Horrorfilm The Being (1983) oder auch der Actionfilm Tiger (1986). Im Jahr 1995 engagierten ihn französische Produzenten für die Vertonung dreier Softsexfilme aus der Emmanuelle-Reihe.

## Stil
Kennzeichnend sei seine Art, „die Tasten mit intensiver Leidenschaft zu attackieren“, beschreibt die englische Wikipedia Prestons Keyboardspiel. Prestons Soli vereinten auch Intellekt, technische Fähigkeiten und eine Weise die Melodie zu entwickeln, wie sie Geschichtenerzählern eigen sei. Spiel wie Aufbau spiegelten die ganze Spannbreite der Stimmungen und Gefühle wider – all das gefärbt von der Freiheit, wie sie sich aus den bemerkenswerten musikalischen Möglichkeiten dieses Musikers ergebe. Und ein BBC-Rezensent lobte noch im März 2006 im Zusammenhang mit einem Konzert des „Akashic Ensembles“ im nordirischen Belfast den „unnachahmlichen Keyboardstil“ Don Prestons: Mal glänze dessen klassisch geprägte Spieltechnik, dann wieder sei er offen für Experimente, wobei sich seine Hände bewegten wie bei einem Theremin-Astronauten.

## Ausklang
Seine Kenntnisse und Erfahrungen vermittelt Preston auch dem musikalischen Nachwuchs weiter: Er gab und gibt Unterricht am „Institute Of The Arts“ in Woodstock, am „Wind College“ in Los Angeles, an der „Berklee School of Music“ in Boston sowie an der „Laguna School of Music“ im kalifornischen Laguna Beach.
Kurz vor seinem 74. Geburtstag kehrte Don Preston im März 2006 noch einmal nach Europa zurück, um mit seinem „Akashic Ensemble“ in London, Belfast und Rotterdam fünf Konzerte zu geben. Im September 2006 folgte eine Elf-Gig-Tour durch Amerika und Kanada.

## Auszeichnungen
Don Preston ist während seiner langen Karriere für seine Arbeit mehrfach von unterschiedlicher Seite ausgezeichnet worden. Einen Überblick liefert seine frühere Homepage.
- Silver Award – Best Film 1993 für Believe in Eve
- Philadelphia’s Silver Reel Award – Scoring für den Film Apocalypse Now von Francis Ford Coppola[42]
- LA Weekly Award – Music Writing für The Kid Takes A Shot[44]
- LA Weekly Award – Sound Design für I Hate
- LA Weekly Award – Sound Design für Black Hole In Space
- Dramalogue Award – Sound Design für My Crime
- Dramalogue Award – Sound Design für Taxi Dance
- Award of Excellence – Jazz Concert – Mayor Bradley[45]
- Down Beat Jazz Poll – Electronic Keyboard – 1969
- Down Beat Jazz Poll – Synthesizer – 1989

## Diskografie (Auswahl)
Soloalben
- Vile Foamy Ectoplasm – 1993
- Hear Me Out – 1997
- Music From Blood Diner & Other Films – 2001 (CD-R)
- Io Landscapes – 2001 (CD-R)
- Corpus Transfixum – 2001 (CD-R)
- Trans Form – 2001 (CD-R)

Ensembles
- Bobby Bradford – John Carter Quintet: Comin’ On – 1989
- Don Preston Trio: Transformation – 2001
- Don Preston’s Akashic Ensemble: The Inner Realities Of Evolution – 2003

mit Frank Zappa & Mothers of Invention
- Absolutely Free – 1967
- We’re Only in It for the Money – 1968
- Uncle Meat – 1969
- Burnt Weeny Sandwich – 1970
- Weasels Ripped My Flesh – 1970
- Fillmore East, June 1971 – 1971
- Just Another Band from L.A. – 1972
- Waka/Jawaka – 1972
- The Grand Wazoo – 1972

mit Carla Bley
- Escalator over the Hill – 1971

mit The Residents
- Eskimo – 1979

mit Michael Mantler
- Alien – 1985

mit John Carter
- Dance of the Love Ghosts – 1986

mit The South
- Hot Air Through a Straw – 1969